# Kormakitis (przylądek)
Kormakitis (gr. Ακρωτήρι Κορμακίτη, Akrotiri Kormakiti; tur. Koruçam Burnu) – przylądek na Cyprze, nad zatoką Morfu.